# 内村光暉
内村 光暉（うちむら こうき、1997年8月26日 - ）は、日本の柔道家。鹿児島県出身。階級は66kg級。身長171cm。段位は三段。得意技は背負投、袖釣込腰、寝技。弟は73㎏級の内村秀資。

## 経歴
光武館で柔道を始めた。小学校5年の時に全国小学生学年別柔道大会45kg級では予選リーグ、6年の時には50kg級の決勝トーナメント1回戦で敗れた。鹿屋東中学2年の時に全国中学校柔道大会50kg級の2回戦、3年の時に60kg級の2回戦で敗れた。東海大仰星高校2年の時にはインターハイ73kg級の3回戦で敗れるも、全国高校選手権では準決勝で大成高校2年の古賀颯人に横四方固で敗れるが3位になった。3年の時にはインターハイの2回戦で敗れた。東海大学へ進学すると階級を66kg級に変更するも、2年の時には全日本ジュニアの2回戦で敗れた。4年の時には柔道部の副主将になると、学生体重別の決勝で同じ東海大学の同期である鈴木練を技ありで破って初優勝を果たした。2020年2月のヨーロッパオープン・オーバーヴァルトでIJFの世界ランキング対象となる国際大会で初優勝を飾った。4月からは自衛隊体育学校の所属となった。2022年4月の体重別では準決勝でオリンピックチャンピオンであるパーク24の阿部一二三に反則負けした。

## 戦績
- 2015年 -　全国高校選手権　3位(73kg級)
- 2019年 -　松前杯　優勝
- 2019年 -　学生体重別　優勝
- 2020年 -　ヨーロッパオープン・オーバーヴァルト　優勝
- 2020年 -　講道館杯　3位
- 2022年 -　体重別　3位
- 2023年 -　講道館杯　3位
- 2024年 -　講道館杯　5位

(出典、JudoInside.com)